# David Stannard
David Edward Stannard (1941) is een schrijver en professor van American Studies aan de universiteit van Hawaï in Manoa te Honolulu. Veel van zijn werk gaat over de behandeling van verschillende rassen en mensen in de Verenigde Staten.